# Roter Aufbau Hamburg
Der Rote Aufbau Hamburg (kurz: Aufbau oder RAH) ist eine kommunistische und als linksextrem geltende Gruppierung aus Hamburg, die vom Verfassungsschutz beobachtet wird. Die Gruppe gilt als Nachfolgeorganisation der 2015 aufgelösten, ebenfalls linksextremen Gruppe Rote Szene Hamburg. Der Rote Aufbau beruft sich selbst auf verschiedene Ideologien des Marxismus, Marxismus-Leninismus sowie Konzepte des Gramscianismus. Schwesterorganisationen sind der „Rote Aufbau Rhein/Ruhr“ im Ruhrgebiet und Rheinland sowie der „Rote Aufbau Burg“ in Sachsen-Anhalt. Der Hamburger Verfassungsschutz erwähnte in seinem Bericht 2017 zudem einen Roten Aufbau in Stuttgart.

## Zielsetzung und Betätigungsfelder
Der Rote Aufbau Hamburg ist Teil der antiimperialistischen Szene Hamburgs und mit ungefähr 60 Mitgliedern die größte antiimperialistische Gruppe in Hamburg. Laut Verfassungsschutz agiert der Rote Aufbau vor allem in den Bereichen Antiimperialismus, Antifaschismus sowie „gegen global tätige Konzerne sowie nationale und internationale Institutionen“. Eigenen Angaben zufolge strebt der Rote Aufbau den Aufbau einer Kommunistischen Partei in Deutschland an.
Der Rote Aufbau ist federführend an der Organisation der sogenannten „Revolutionären 1. Mai Demonstration“ und dem ebenfalls jährlich stattfindenden „Klassenfest gegen Staat und Kapital“ in Hamburg beteiligt. Im Anschluss an diese Veranstaltungen kam es zu Ausschreitungen durch mutmaßliche Versammlungsteilnehmer, zuletzt im Jahr 2020. 2017 und 2018 beteiligten sich laut Medienberichten zwischen 2500 und 3000 Menschen an der Revolutionären 1.-Mai-Demonstration. Im Gegensatz zu den Demonstrationen in den Vorjahren verliefen diese weitgehend friedlich.
Ziel des Roten Aufbaus ist es, in das politische Geschehen Hamburgs einzugreifen. Dafür greift der Rote Aufbau häufig auf Elemente der Hip-Hop-Kultur wie Graffiti und Streetart zurück. Beispielhaft hierfür ist z. B. die Kampagne zur gescheiterten Olympiabewerbung Hamburgs.

## Treffen der G20 in Hamburg
Auch an den Protesten rund um das Treffen der G20 am 7. und 8. Juli 2017 in Hamburg war der Rote Aufbau beteiligt. Während des Gipfels kam es zu Ausschreitungen und Plünderungen im Hamburger Schanzenviertel. Bereits am 26. Januar 2016 kündigte der Rote Aufbau als erster Protagonist aus dem linksradikalen Spektrum auf seiner Facebookseite Proteste an. Laut Verfassungsschutz war der Rote Aufbau Hamburg während der Gipfel-Proteste im Bündnis „G20 entern – Kapitalismus versenken“ und im sogenannten „Spektren übergreifenden Camp“ im Altonaer Volkspark aktiv.

### Hausdurchsuchungen
Im Zuge der Vorbereitungen auf den G20-Gipfel kam es bei mehreren Mitgliedern des Roten Aufbau und in von ihnen genutzten Vereinsräumlichkeiten zu Durchsuchungen durch die Hamburger Polizei. Die Durchsuchung wurde von der TAZ und anderen Zeitungen scharf kritisiert. Auch nach den Ausschreitungen während des G20-Gipfels kam es zu Durchsuchungen bei mutmaßlichen Mitgliedern des Roten Aufbaus sowie anderen Protagonisten des Bündnisses „G20 Entern – Kapitalismus versenken“. Seit 2019 läuft ein Ermittlungsverfahren wegen des Verdachts auf Bildung krimineller Vereinigungen.
Dieses Verfahren war Anlass, am 1. September 2020 eine Großrazzia in Hamburg, Niedersachsen sowie Nordrhein-Westfalen gegen Mitglieder der Vereinigung durchzuführen. Im Rahmen der Ermittlungen konnten Beweismittel sichergestellt werden. Eine Senatsanfrage durch einen CDU-Abgeordneten ergab, dass sich unter den Beweismitteln Waffen befanden. Die Beamten gaben dem Senat gegenüber an, Schreckschuss-, Schlag- und Stichwaffen sowie Pyrotechnik, Zwillen und Benzinkanister sichergestellt zu haben.
Der Einsatz sei im Rahmen eines Ermittlungsverfahrens gegen 22 Mitglieder einer linksextremen Gruppe erfolgt, gegen die bereits seit dem vorangegangenen Jahr wegen des Verdachts auf Bildung einer terroristischen Vereinigung ermittelt wurde, teilte die Polizei mit.